# هاینکل هائی ۷
هاینکل اچ‌ایی ۷ (به انگلیسی: Heinkel HE 7) یک هواپیمای تک‌باله دو موتوره اژدرافکن و شناسایی بود که توسط شرکت آلمانی هاینکل در دهه ۱۹۲۰ میلادی در طراحی شد. این هواگرد که با ساختار زیر بال (low wing) ساخته شده بود نخستین پروازش را در سال ۱۹۲۷ میلادی انجام داد اما با توجه به محدودیت‌های اعمال شده به آلمان پس از شکست در جنگ جهانی اول در قرارداد ورسای هیچگاه وارد خط تولید نشد.

## مشخصات فنی (پیش‌نمونه ساخته شده برای شوروی)

### مشخصات عمومی
- خدمه: ۲ یا ۳ نفر
- طول: ۱۶ متر
- طول بال: ۲۴ متر
- ارتفاع: ۴٫۲۵ متر
- مساحت بال: ۹۳٫۴۲ متر مربع
- وزن خالی: ۳۸۰۰ کیلوگرم
- وزن خالص: ۶۰۰۰ کیلوگرم
- نیرومحرکه: یک موتور پیستونی شعاعی ۹ سیلندر زیمنس ژوپیتر ۶ خنک شونده با هوا: هر کدام ۵۲۰ اسب بخار
- پیش‌ران: ملخ ۲ تیغه

### عملکرد
- حداکثر سرعت: ۲۰۰ کیلومتر بر ساعت
- پایاسیر: ۱۷۵ کیلومتر بر ساعت
- سرعت واماندگی: ۹۰ کیلومتر بر ساعت
- برد: ۹۵۰ کیلومتر
- حداکثر ارتفاع: ۲۳۰۰ متر
- سرعت صعود: ۲٫۸ متر بر ثانیه